# Luftskibet «Norge»s flugt over Polhavet
Luftskibet «Norge»s flugt over Polhavet, även känd som Roald Amundsen, Ellsworth og Nobiles flyveekspedition 1926, är en norsk svartvit stumfilm (dokumentär) från 1926.
Filmen dokumenterar luftskeppet Norges färd från Spetsbergen till Alaska över Nordpolen 1926. Den första scenen visar hur Benito Mussolini lämnar över skeppet till Norge (det var byggt i Italien). Med på expeditionen var Roald Amundsen, Umberto Nobile, Lincoln Ellsworth och Hjalmar Riiser-Larsen. Filmen fotades av Emil Andreas Horgen och Paul Berge och producerades av Spektro-film. Den premiärvisades den 20 september 1920 i Norge.